# Mona Moncalvillo
Adelina Olga Mona Moncalvillo (Curarú, 23 de septiembre de 1947-30 de noviembre de 2020) fue una periodista argentina.
Desarrolló la mayor parte de su carrera en diarios y revistas, aunque ha tenido una activa participación en radio y televisión.

## Biografía
Moncalvillo nació en Curarú, un pueblito a 37 km al noroeste de Pehuajó (provincia de Buenos Aires).

### Militancia política
Mona fue militante política en la ciudad de La Plata (capital de la provincia de Buenos Aires). Su hermano, Domingo Héctor alias Mono Moncalvillo, supuesto militante de Montoneros, fue secuestrado el 18 de diciembre de 1976 por la dictadura cívico-militar argentina (1976-1983). Estuvo un año detenido desaparecido en la Brigada de Investigaciones de La Plata hasta el 30 de noviembre de 1977,período en que fuera principal colaborador y cómplice de la represión ilegal del llamado "grupo de los siete"  y actuando primero como espía y luego como delator, cumplió funciones de secuestrador, torturador y asesino de militantes populares fecha de su supuesto traslado al exterior, en que supuestamente fue fusilado, y su cuerpo incinerado.

### Carrera periodística
Mona Moncalvillo es licenciada y profesora de Comunicación Social, egresada de la Universidad Nacional de La Plata. En 1979 ingresó a la Revista Humor, en la cual se dedicó a realizar entrevistas trabajando allí durante 14 años. Trabajó en la agencia de noticias Télam.
Participó como columnista en los diarios porteños La Opinión, La Nación, Clarín y Página/12.
Trabajó en Radio Belgrano, en FM Palermo, y en los canales 7 y 11.
Condujo 2 ideas juntas (por Plus Satelital y Canal 7), y La salud que nos duele (por CVN).
En 2001 hizo la voz en off de la obra de teatro Las letras de mi nombre, dirigido e interpretado por Vita Escardó y Victoria Egea. Fue uno de los fundadores de la ONG Poder Ciudadano, junto con Teresa Anchorena, Marta Oyhanarte y Luis Moreno Ocampo, entre otros. Desde julio de 2003 hasta marzo de 2007 fue directora de Radio Nacional.

### Entrevistas
Ha entrevistado a diversas personalidades:
- Graciela Alfano
- Raúl Alfonsín
- Héctor Alterio
- Joan Báez
- Isidoro Blaisten
- Eladia Blázquez
- Hebe de Bonafini
- Aída Bortnik
- Helvio Poroto Botana
- Antonio Cafiero
- César Cao Saravia
- Carlos Carella
- Moria Casán
- Juan Carlos Gené
- León Gieco
- Susana Giménez
- Luis Gregorich
- Arturo Illia
- Guillermo Patricio Kelly
- José Larralde
- Cipe Lincovsky
- Ítalo Luder
- Enrique Alejandro Mancini
- Francisco Manrique
- Martha Mercader
- Jorge Novak
- Florencia Peña
- Adolfo Pérez Esquivel
- Enrique Pinti
- Héctor Polino
- Federico Richards
- José Rodríguez
- Jorge Romero Brest
- José María Rosa
- Cecilia Rossetto
- Guillermo Roux
- Magdalena Ruiz Guiñazú
- Ernesto Sábato
- Luciana Salazar
- Pepe Soriano
- Mercedes Sosa
- Juan José Taccone
- Miguel Paulino Tato
- Osiris Troiani
- Mario Vargas Llosa
- Enrique ''Mono'' Villegas
- María Elena Walsh
- Atahualpa Yupanqui.
- Marcos Aguinis
- Carlos Chernov
- María Seoane
- Mario Pergolini
- Joaquín Morales Solá
- Félix Luna
- Miguel Grinberg
- Juan Forn
- Tomás Eloy Martínez
- Oscar Hermes Villordo

## Publicaciones
- Reportajes con «Humor». Buenos Aires: Ediciones de la Urraca, 1983. 556 páginas.
- Entrelíneas. Confesiones y opiniones de once escritores en diálogo con Mona Moncalvillo. Buenos Aires: Planeta, 1993. 234 páginas.[12]